# Симановский, Пинхус Шоломович
Пи́нхус Шо́ломович Симано́вский (1901—1940) — начальник Управления НКВД по Орловской области, майор государственной безопасности, депутат Верховного Совета СССР 1 созыва. Входил в состав особой тройки НКВД СССР.

## Биография
Пинхус Симановский родился в 1901 году в местечке Озаричи Мозырского уезда Минской губернии (ныне Калинковичский район, Гомельская область). Отец был коробейником, а позже перекупщиком и мясником.
П. Симановский закончил правовое отделение Белорусского государственного университета.

## Послужной список
- 1914—1915 — мальчик в Ссудно-сберегательном товариществе (Озаричи)
- 1915—1917 — мальчик, приказчик в акционерном обществе «Продолес» (Озаричи)
- 1917—1918 — забойщик-мясник у своего дяди-мясника (станция Калинковичи)
- 1918—1920 — член волостного ревкома (Озаричи)
- март 1920 — август 1920 — рядовой 472 стрелкового полка 53 стрелковой дивизии РККА
- август 1920 — январь 1921 — германский плен, интернирован в лагере Сольтау
- 1921—1928 — член ВЛКСМ
- февраль 1921 — июль 1921 — секретный сотрудник ВЧК, машинист политбюро ЧК Бобруйского уезда
- с июля 1921 — регистратор, делопроизводитель ЧК Белоруссии
- 1921 — июнь 1922 — начальник отделения ЧК Белоруссии
- 1922—1924 — статистик, временно исполняющий дела начальника отделения, контролер ЧК Белоруссии
- 1924—1928 — работа в ОГПУ Западного края
- август 1925 — вступление в коммунистическую партию
- 1928 — октябрь 1930 — начальник СО Гомельского окружного отдела ГПУ
- октябрь 1930 — март 1931 — начальник СО Гомельского оперативного сектора ГПУ
- 1931—1932 — помощник начальника СПО ПП ОГПУ по БССР
- 1932 — апрель 1933 — помощник начальника Тульского оперативного сектора ГПУ
- апрель 1933 — ноябрь 1933 — помощник начальника Рязанского оперативного сектора ГПУ
- ноябрь 1933 — 13 июля 1934 — начальник 2 отделения СПО ПП ОГПУ по Московской области
- 13 июля 1934 — 10 января 1935 — начальник 2 отделения СПО УГБ УНКВД Московской области
- 10 января 1935 — 31 марта 1935 — помощник начальника СПО УГБ УНКВД Московской области
- 31 января 1935 — 25 декабря 1936 — заместитель начальника СПО УГБ УНКВД Московской области
- 26 декабря 1935 — присвоено звание капитан государственной безопасности
- 25 декабря 1936 — 23 марта 1937 — заместитель начальника 4 отдела УГБ УНКВД Московской области
- 23 марта 1937 — 29 апреля 1937 — начальник 5 отдела УГБ УНКВД Московской области, начальник ОО ГУГБ НКВД по МВО
- 16 апреля 1937 — присвоено звание майора государственной безопасности
- 29 апреля 1937 — 14 июня 1937 — заместитель начальника Дмитровского ИТЛ НКВД, начальник 3 отделения каналстроя
- 14 июня 1937 — 01 октября 1937 — начальник УНКВД Курской области
- 01 октября 1937 — 17 января 1939 — начальник УНКВД Орловской области. Этот период отмечен вхождением в состав особой тройки, созданной по приказу НКВД СССР от 30.07.1937 № 00447[1] и активным участием в сталинских репрессиях[2].
- Арестован 13 января 1939 года, в том числе за фальсификацию уголовных дел[3], проходил по делу с А. А. Наседкиным[4].
- Приговорен ВКВС СССР 21 февраля 1940 года к высшей мере наказания
- Расстрелян по «сталинским спискам»[5] 22 февраля 1940 года. Не реабилитирован.

## Награды
- 11.07.1932 — Почетный работник ВЧК-ГПУ (XV)
- 11.07.1932 — Орден Трудового Красного Знамени Белорусской ССР
- 14.07.1937 — Орден Ленина (за выдающиеся успехи в деле строительства канала Москва — Волга)

## Особенности карьеры
- По мнению Рязанского общества Мемориал, П. Симановский, среди прочего, лично ответственен за репрессии и казни жителей Рязанского Округа Московской области[6].
- По мнению чекиста М. Шрейдера, Пинхус Симановский — «страшный подхалим и карьерист»[7].
- П. Симановский считается одним из организаторов массовых репрессий на Орловщине. С ним связаны многочисленные сфальсифицированные «дела» и гибель тысяч невинных людей[8][9][10]:493-494.
- По некоторым данным, за работу в Дмитровлаге на строительстве канала Москва — Волга П. Симановскому, кроме ордена Ленина, была вручена наградная «чайная пара» (чашка и блюдце)[11].